# 石井苗子
石井 苗子 （いしい みつこ、1954年2月25日 - ） は、日本の女優、作家、政治家。日本維新の会所属の参議院議員（2期）。東京維新の会代表代行。東京大学医学部客員研究員。聖路加国際大学客員研究員。日本大学医学部付属病院心療内科カウンセラー。NPO日本臨床試験研究ユニット（J-CRSU）きぼうときずなプロジェクト プロジェクトリーダー。アバンセ所属。日本維新の会副幹事長・国会対策副委員長、参院政府開発援助・沖縄北方特別委員会委員、パチンコチェーンストア協会政治分野アドバイザー。
祖父は標的艦「摂津」や戦艦「榛名」の艦長を歴任した海軍少将石井敬之（海兵43期）。

## 略歴
東京都台東区浅草生まれ（現住所は神奈川県川崎市多摩区南生田）。福山市立東中学校、山手学院高等学校を経て、アメリカ・ワシントン州立大学から上智大学に編入し、同大学卒。
父親の関係する会社で秘書として働いた後、同時通訳者に転職。水産庁の外郭団体での通訳を担当した後、1988年に『CBSドキュメント』（TBS系）でキャスターデビューを果たす。
MITSUKO名義による女優デビューは、1990年、伊丹十三監督作品『あげまん』の準主演「瑛子」役。その後は『朝だ!どうなる』（フジテレビ系）キャスターや、『ビートたけしのTVタックル』ナビゲーター、『朝まで生テレビ!』パネリスト、『世界とんでも!?ヒストリー』『今夜は帰して!!』『タモリ倶楽部』『タイムショック21』『ダイレクトテレショップ』『Qさま!』ゲスト、『ウィークエンドライブ 週刊地球TV』（テレビ朝日系）の司会を務める。
1997年聖路加看護大学看護学部に入学し、2002年に卒業。
同年、東京大学大学院医学系研究科健康科学・看護学専攻修士課程に進学、のち博士課程に進み、2008年に「健康診査受診勧奨のためのキャンペーン介入研究」で博士（保健学）を取得（甲24228、博医第3171号）。同大学医学部客員研究員。看護師、保健師、ヘルスケアカウンセラーの資格をもつ。2005年から、東京都内の病院の心療内科にてヘルスケアカウンセラーとして研修・活動を続けている。
2011年より、大橋靖雄が立ち上げた東日本大震災復興のための医療支援ボランティアプロジェクト「きぼうときずな」 に携わる。
2016年6月9日、第24回参議院議員通常選挙に出馬する意向を表明。同年7月の参院選において、おおさか維新の会公認で参議院比例区から立候補し党内順位3位で初当選。
2022年5月、ロシアのウクライナ侵攻に伴うロシア政府による日本への報復措置（ロシア連邦への日本政府の政策に対する報復措置に関してのロシア外務省声明）によって、ロシアへの入国を恒久的に禁止された。
2022年7月の第26回参議院議員通常選挙比例区で再選。

## 政策・主張

### 憲法
- 憲法改正について、2022年のNHK、毎日新聞社のアンケートで「賛成」と回答[22][23]。
- 9条改憲について、2022年の毎日新聞社のアンケートで「改正して、自衛隊の存在を明記すべきだ」と回答[23]。2016年の毎日新聞社のアンケートで「自衛隊を国防軍とすべき」と回答[24]。9条への自衛隊の明記について、2022年のNHKのアンケートで「賛成」と回答[22]。
- 憲法を改正し緊急事態条項を設けることについて、2022年のNHKのアンケートで「賛成」と回答[22]。

### 外交・安全保障
- 敵基地攻撃能力を持つことについて、2022年のNHKのアンケートで「賛成」と回答[22]。
- ロシアは2022年2月24日、ウクライナへの全面的な軍事侵攻を開始した[25]。日本政府が行ったロシアに対する制裁措置についてどう考えるかとの問いに対し、2022年のNHKのアンケートで回答しなかった[22]。同年の毎日新聞社のアンケートで「制裁をより強めるべきだ」と回答[23]。
- 2022年6月7日、政府は経済財政運営の指針「骨太方針」を閣議決定した。NATO加盟国が国防費の目標としている「GDP比2％以上」が例示され、防衛力を5年以内に抜本的に強化する方針が明記された[26]。「防衛費を今後どうしていくべきだと考えるか」との問いに対し、2022年のNHKのアンケートで「大幅に増やすべき」と回答[22]。

### ジェンダー
- 選択的夫婦別姓制度の導入について、2022年のNHK、毎日新聞社のアンケートで「賛成」と回答[22][23]。
- 同性婚を可能とする法改正について、2022年のNHK、毎日新聞社のアンケートで回答しなかった[22][23]。
- クオータ制の導入について、2022年のNHKのアンケートで「どちらかといえば反対」と回答[22]。

### 受動喫煙問題
- 受動喫煙防止を目的に飲食店などの建物内を原則禁煙とする健康増進法改正に反対。
- 2016年の参院選出馬の際には、ヒステリックに禁煙を進めるのではなく、完全分煙を進めると主張した[27]。また、当選直後には喫煙文化研究会の取材に対し、「今後も分煙を訴えて愛煙家の味方として活動する」と回答した[28]。
- 2017年12月5日に喫煙文化研究会が主催したシンポジウム「たばこはそんなに悪いのですか？2017」に出席した際、「禁止されているものではないのに、なぜ禁煙にならなければいけないのか」「売っているものを“買うな”というのも変」「税金も取っているのにおかしい」などと持論を展開し、厚生労働省が推し進めてきた原則禁煙の健康増進法改正案について批判を繰り広げた。また、同年10月に東京都で可決した「東京都子どもを受動喫煙から守る条例」についても「喫煙者の権利を認めていない条例」と批判した[29]。

### その他
- アベノミクスについて、2022年の毎日新聞社のアンケートで「評価するが、修正すべきだ」と回答[23]。
- 「原子力発電への依存度を今後どうするべきか」との問題提起に対し、2022年のNHKのアンケートで「高めるべき」と回答[22]。
- 国会議員の被選挙権年齢の引き下げについて、2022年の毎日新聞社のアンケートで「反対」と回答[23]。
- 感染対策を資材と方法から考える超党派議員連盟で副会長を務め[30]、空間除菌を推進。

## 人物
- 趣味は料理、ピアノ、剣道三段。
- 特技は同時通訳、華道（広春流家元）。
- 参院政府開発援助・沖縄北方特別委員会の理事ではなく、一委員であったが[3][31][32][4]、2022年5月4日に衆参沖縄北方特別委員会の理事らと共にロシアから恒久的入国禁止処分の63人の内の一人となった[4][31][32]。

## 旧統一教会との関係
2022年8月5日、日本維新の会は石井が旧統一教会関連団体の会合に出席していたことを発表した。

## 出演

### バラエティー
- 生活ほっとモーニング
- ビートたけしのTVタックル[12]（1989年 - 1995年）
- 世界とんでも!?ヒストリー
- 今夜は帰して!!
- タイムショック21
- ダイレクトテレショップ
- クイズプレゼンバラエティー Qさま!!（2007年）
- 朝まで生テレビ!
- タモリ倶楽部
- ウィークエンドライブ 週刊地球TV
- 朝だ!どうなる（1990年 - 1991年）
- 料理の鉄人（1993年10月10日）初回放送 審査員
- 明石家マンション物語
- メレンゲの気持ち
- 素顔が一番!
- ザ!情報ツウ
- たかじんのそこまで言って委員会
- 関口宏の東京フレンドパークII
- 快傑熟女!心配ご無用
- オールスター感謝祭
- 特捜!芸能ポリスくん
- マダムんむん
- ジャスト
- 爆報! THE フライデー
- 株式ワイド オープニングベル
- モーニングテレショップ
- タモリの音楽は世界だ!
- 出没!アド街ック天国

### テレビドラマ
NHK
- 十時半睡事件帖（1994年） - 松尾ゆり 役
- 妻の卒業式（2004年） - 松山冴子 役
- 純情きらり（2006年） - 看護婦長

日本テレビ
- 引っ越せますか（1993年） - 沢伊しほ里 役
- 俺たちの旅 SP（1995年） - 津村聡子 役
- 金田一少年の事件簿 第2シリーズ（1996年） - 風倉百合恵 役
- FiVE（1997年） - 信子
- 伝説の教師（2000年） - 田辺千代子 役
- 史上最悪のデート（2000年） - 由希子の母 役
- 火曜サスペンス劇場
  - 「女検事・霞夕子」（1994年） - 矢代玲子 役
  - 「刑事・鬼貫八郎」（2001年） - 斎藤逸子 役
  - 「だます女だまされる女8」（2005年） - 刈谷杏子 役

TBS
- 離婚パーティー（1993年）
- セカンド・チャンス（1995年） - 堀越啓子 役
- HOTEL（1998年） ‐ アン・スギヤマ 役
- きらきら研修医（2007年） - 西園寺理事長 役
- 月曜ミステリー劇場
  - 「名探偵キャサリン」（2001年） - 溝口佳代 役
  - 「税務調査官・窓際太郎の事件簿」（2001年） - 橋田佐和子 役
  - 「万引きGメン・二階堂雪」（2001年） - 田所静代 役
  - 「示談交渉人甚内たま子裏ファイル3」（2004年） - 野辺山愛子 役
  - 「狩矢警部シリーズ」（2005年） - 華形真梨子 役

フジテレビ
- if もしも「打ち上げ花火、下から見るか? 横から見るか?」（1993年） - なずなの母 役
- 運命の森（1994年） - 浅倉正江 役
- 29歳のクリスマス（1994年）
- 3番テーブルの客（1997年）
- ドンウォリー!（1998年） - 旗田真由子 役
- ショムニ（2000年） - ワダ・ミエ副社長 役
- 愛をください（2000年） - 園長先生 役
- 曲がり角の彼女（2005年） - 三原敏江 役
- 金曜エンタテイメント
  - 「赤い霊柩車シリーズ」（1999年） - 大林純子 役

テレビ朝日
- お父さんは心配症（1994年） - 北野司の母 役
- ハンサムマン（1996年） - 大前田久美 役
- 名奉行!大岡越前 第1シリーズ（2005年） - お浜 役
- 科捜研の女（2006年） - 瓜生美知 役
- 仮面ライダーカブト（2006年）
- 獣拳戦隊ゲキレンジャー（2007年） - 含韻（ハンユン） 役
- さくら署の女たち（2007年） - 細野秋子 役
- 松本清張ドラマスペシャル・地方紙を買う女〜作家・杉本隆治の推理（2016年） - 根本たか子 役
- 土曜ワイド劇場
  - 「京都殺人案内」（1981年） - お龍 役
  - 「警視庁女性捜査班」（1999年） - 西沢章子 役
  - 「ラーメン刑事「龍」の殺人推理 2」（2001年） - 篠田典子 役
  - 「鉄道捜査官」（2002年） - 脇田洋子 役
  - 「法医学教室の事件ファイル」（2008年） - 村瀬日名子 役

テレビ東京
- きっと誰かに逢うために（1996年）
- 女と愛とミステリー　
  - 「死刑台のロープウェイ」（2001年7月） - 室伏ナオミ 役
- 水曜ミステリー9
  - 「作家探偵・山村美紗3」（2013年） - 坂本益恵 役
  - 「借王＜シャッキング＞〜華麗なる借金返済作戦〜」（2014年） - 青柳美乃（青柳様） 役

### 映画
- あげまん（1990年）
- ひき逃げファミリー（1992年） - 上条由美子
- 打ち上げ花火、下から見るか? 横から見るか?（1995年） - なずなの母
- 時の輝き（1995年） - 婦長
- ご存知!ふんどし頭巾（1997年） - 帆立沢史美
- 釣りバカ日誌10（1998年） - ニュースキャスター
- 完全なる飼育（1999年） - 田島典子
- 揮発性の女（2004年） - 益田悦子（主役）
- female フィーメイル 「太陽のみえる場所まで」（2005年） - マチコ
- 手紙（2006年） - 神山裕子
- 転々（2007年） - 多賀子
- 丘を越えて（2008年） - 堀口カツ
- 神様のパズル（2008年）

### CM
- 久光製薬 サロンパルスぐいもみ（腰用低周波治療器）
- ニッセン カタログショッピング
- 東邦生命 ペガサス

## 著書
- 『わたしの偏差値ばなれ』（1992年、海竜社）
- 『女族（じょぞく）愛されてあたりまえ』（1994年、角川書店）
- 『花生活366日 幸福を呼ぶフラワーコミュニケーション』（1995年、PHP研究所）
- 『幸福のとびら』（1996年、実業之日本社）
- 『逃亡者』（1997年、幻冬舎）
- 『大人の「女」になりなさい！ 女は「会社」で鍛えられ、「仕事」で磨かれる』（1997年、講談社）
- 『優しい女の子の育て方』（1998年、マガジンハウス）
- 『逆転婚～心から幸せになれるふたりの関係』（2000年、イースト・プレス）
- 『『元気』をこの手に取り戻すまで～心療内科で学んだこと』（2007年、ダイヤモンド社）
- 『きっと変われる E・シャルツ教戒師との『奇蹟の会話』』（2007年、ホーム社/集英社）

### 翻訳
- シェア・ハイト,ケイト・コレラン『新・ハイトリポート』マガジンハウス 1992
- エカテリーナ・ゴルデーワ『愛しのセルゲイ』ベースボール・マガジン社 1997
- ジャニーン・シェパード『奇跡の空』ベースボール・マガジン社 1997

## 選挙歴
| 当落 | 選挙                     | 執行日         | 年齢 | 選挙区       | 政党             | 得票数    | 得票率 | 定数 | 得票順位 /候補者数 | 政党内比例順位 /政党当選者数 |
| ---- | ------------------------ | -------------- | ---- | ------------ | ---------------- | --------- | ------ | ---- | ------------------ | ---------------------------- |
| 当   | 第24回参議院議員通常選挙 | 2016年07月10日 | 62   | 参議院比例区 | おおさか維新の会 | 6万8147票 | 1.32%  | 48   | /                  | 3/4                          |
| 当   | 第26回参議院議員通常選挙 | 2022年07月10日 | 68   | 参議院比例区 | 日本維新の会     | 7万4118票 | 0.94%  | 50   | /                  | 2/8                          |